# 大野原八幡神社秋季例大祭
大野原八幡神社秋季例大祭（おおのはらはちまんじんじゃしゅうきれいたいさい）、通称「大野原祭り」とは、香川県観音寺市大野原町の大野原八幡神社の秋季の例大祭で、10月第3日曜日を最終日に3日間で行われ、2台の「だんじり」と14台のちょうさ（太鼓台）が町内を練り歩く。

## 概要

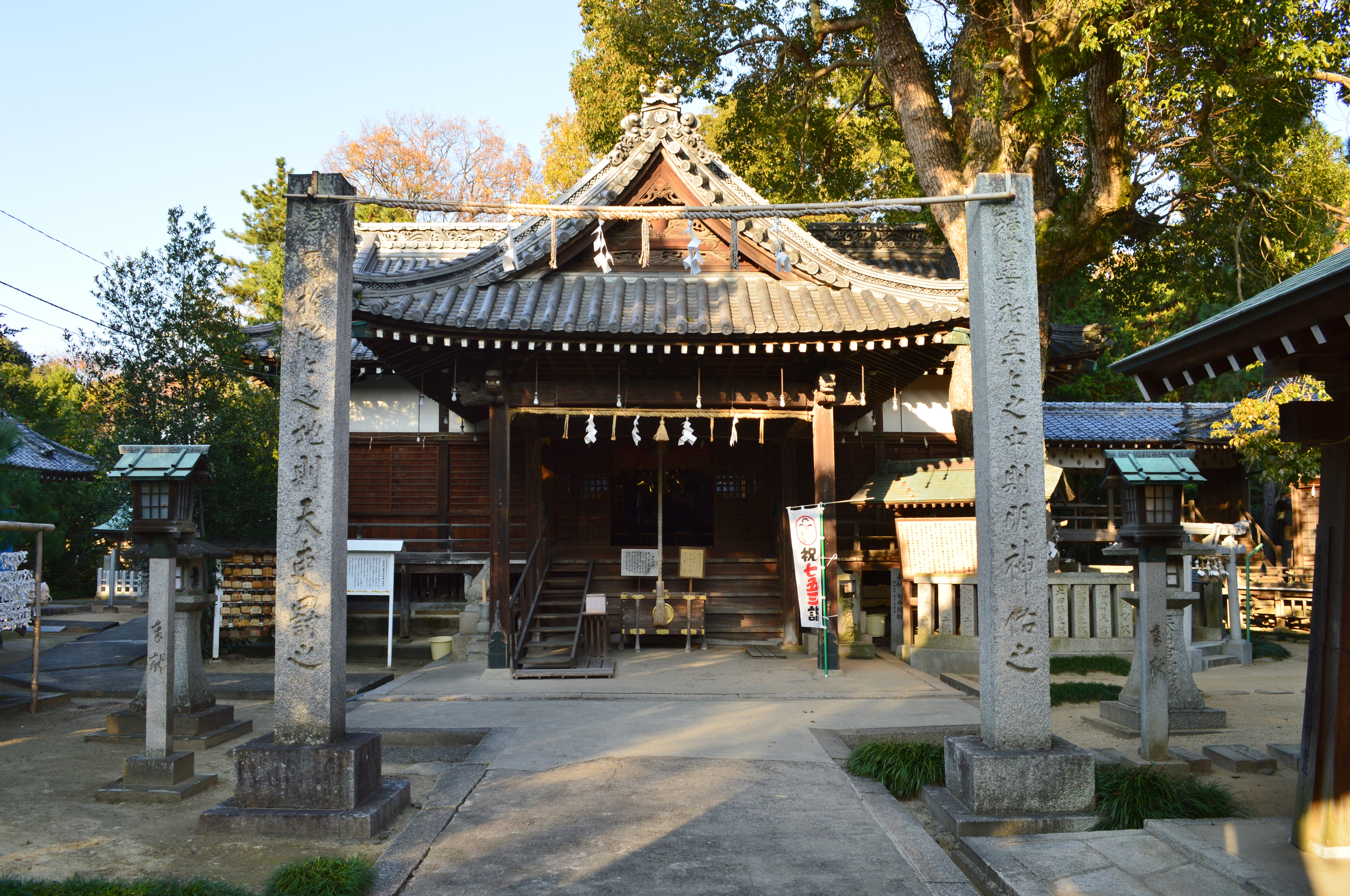
大野原八幡神社

香川県観音寺市大野原町の大野原八幡神社を中心に大野原町内で、毎年10月の第3日曜日を最終日とする金・土・日の3日間に行われる。
中でも3日目の大野原古墳群の一部である平塚古墳・隣接した大野原中央公園で行われる「壱番太鼓・壱番だんじり」の平塚奉納が、祭のハイライトである。
中でも壱番太鼓の平塚奉納は、14年に一度しか平塚に登って奉納できないことから、壱番太鼓を務める自治会の住民はその年はいつも以上に力が入る。

## 主な日程・開催情報
| 日時              | 場所                                  | 内容                                                         | 備考                                                      |
| ----------------- | ------------------------------------- | ------------------------------------------------------------ | --------------------------------------------------------- |
| 金曜日 12：00～   | 大野原八幡神社                        | 八幡神社へちょうさ・だんじり氏参り                           |                                                           |
| 金曜日 18：30～   | 大野原八幡神社 神楽殿                 | 御神楽の奉奏 (宮司舞・豊栄の舞・浦安の舞・折の宮の舞)        |                                                           |
| 土曜日 13：30～   | 山の神(上之段)・平塚                  | 上之段地区ちょうさ5台集合                                    | 平塚前にてさしあげ                                        |
| 土曜日 14：00～   | 大野原八幡神社 土俵                   | 子ども力士相撲                                               |                                                           |
| 土曜日 18：00頃～ | ハローズ大野原店 観音寺市大野原支所前 | 下組地区ちょうさ4台集合 小山地区ちょうさ5台・だんじり2台集合 | ちょうさ4台さしあげ だんじり口説き 披露・ちょうささしあげ |
| 日曜日 9：00～    | 大野原八幡神社                        | 正祭(神事) 豊栄の舞・浦安の舞 奉奏                           | 10月第3日曜日                                             |
| 日曜日 11：00     | 大野原八幡神社                        | お神輿行列 出発                                              | 10月第3日曜日                                             |
| 日曜日 12：00～   | 平塚・大野原中央公園                  | 御渡所祭 豊栄の舞・浦安の舞 奉奏 だんじり・ちょうさ 集合     | 10月第3日曜日                                             |
| 日曜日 13：00～   | 大野原中央公園                        | ちょうさ7台かきくらべ ※ 偶数番                               | 10月第3日曜日                                             |
| 日曜日 14：30～   | 平塚                                  | 壱番だんじり・壱番太鼓 平塚奉納                              | 10月第3日曜日                                             |
| 日曜日 15：00～   | 平塚                                  | お神輿行列 出発                                              | 10月第3日曜日                                             |
| 日曜日 15：30     | 観音堂                                | 観音堂行宮祭                                                 | 10月第3日曜日                                             |
| 日曜日 16：00～   | 大野原八幡神社・大野原小学校周辺      | だんじり・ちょうさ 集合                                      | 10月第3日曜日                                             |
| 日曜日 16：15     | 旧八幡宮                              | 旧八幡宮行宮祭                                               | 10月第3日曜日                                             |
| 日曜日 16：40     | 大野原八幡神社                        | 本殿還御祭                                                   | 10月第3日曜日                                             |
| 日曜日 18：00～   | 大野原八幡神社                        | だんじり・ちょうさ 宮入り(おいり)                            | 10月第3日曜日                                             |

※ 上記記載時間は、おおむねの時間です。変更している場合があります。

## だんじり一覧
| 分団  | 太鼓台名           | 自治会名 | 備考 |
| ----- | ------------------ | -------- | ---- |
| 小 山 | 下杉だんじり(花車) | 下杉林   |      |
| 小 山 | 八兵だんじり       | 八兵     |      |

毎年交互に、壱番だんじりを務める。

## ちょうさ一覧
| 分団   | 太鼓台名       | 自治会名                 | 別名 | トンボの色 | 備考 |
| ------ | -------------- | ------------------------ | ---- | ---------- | ---- |
| 小 山  | 高松太鼓台     | 高松                     | い組 | 白         |      |
| 小 山  | 下木屋太鼓台   | 下木屋                   | ろ印 | 赤         |      |
| 小 山  | 辻は組太鼓台   | 辻東・辻西・辻北         | は組 | 白         |      |
| 小 山  | 大宮太鼓台     | 大鞘・宮ノ下             | ほ印 | 白         |      |
| 小 山  | 上杉林太鼓台   | 上杉林                   |      | 赤         |      |
| 上之段 | 白坂太鼓台     | 白坂上・白坂中・白坂下   |      | 赤         |      |
| 上之段 | 瀬後組太鼓台   | 瀬後・四軒屋             |      | 赤         |      |
| 上之段 | 河原井出太鼓台 | 屋敷                     |      | 赤         |      |
| 上之段 | 石砂太鼓台     | 石砂                     |      | 赤         |      |
| 上之段 | 豆塚太鼓台     | 豆塚                     |      | 赤         |      |
| 下 組  | 下林太鼓台     | 下林                     |      | 赤         |      |
| 下 組  | 残水太鼓台     | 残水・植松               |      | 白         |      |
| 下 組  | 林組太鼓台     | 林東・林中・林西         |      | 白         |      |
| 下 組  | 十三塚太鼓台   | 十三塚上・十三塚中・礼場 |      | 白         |      |

## ちょうさ順番

### 令和元年度の場合
| 番号 | 分団   | 太鼓台名       | 自治会名                 | 別名 | 備考 |
| ---- | ------ | -------------- | ------------------------ | ---- | ---- |
| 1    | 上之段 | 白坂太鼓台     | 白坂上・白坂中・白坂下   |      |      |
| 2    | 下 組  | 残水太鼓台     | 残水・植松               |      |      |
| 3    | 上之段 | 河原井出太鼓台 | 屋敷                     |      |      |
| 4    | 上之段 | 瀬後組太鼓台   | 瀬後・四軒屋             |      |      |
| 5    | 小 山  | 上杉林太鼓台   | 上杉林                   |      |      |
| 6    | 小 山  | 下木屋太鼓台   | 下木屋                   | ろ印 |      |
| 7    | 小 山  | 高松太鼓台     | 高松                     | い組 |      |
| 8    | 小 山  | 辻は組太鼓台   | 辻東・辻西・辻北         | は組 |      |
| 9    | 下 組  | 林組太鼓台     | 林東・林中・林西         |      |      |
| 10   | 小 山  | 大宮太鼓台     | 大鞘・宮ノ下             | ほ印 |      |
| 11   | 上之段 | 石砂太鼓台     | 石砂                     |      |      |
| 12   | 上之段 | 豆塚太鼓台     | 豆塚                     |      |      |
| 13   | 下 組  | 十三塚太鼓台   | 十三塚上・十三塚中・礼場 |      |      |
| 14   | 下 組  | 下林太鼓台     | 下林                     |      |      |